# Schneeball Erde
Schneeball Erde (englisch Snowball Earth) oder Schneeball-Erde ist eine geowissenschaftliche Hypothese über mehrere globale Vereisungen im späten Präkambrium (Neoproterozoikum), deren letzte Phase vor etwa 580 Millionen Jahren endete. Während dieser Eiszeitalter seien Gletscher von den Polen bis in Äquatornähe vorgestoßen, das Meer sei weitgehend zugefroren und somit nahezu die gesamte Erdoberfläche von Eis bedeckt gewesen.

## Hypothese
Die Hypothese wurde 1992 vom US-amerikanischen Geologen Joseph L. Kirschvink aufgestellt und mit Snowball Earth bezeichnet, nachdem bereits von anderen Autoren entsprechende Eiszeitalter vermutet worden waren. Schneeball Erde bezieht sich darauf, dass die Erde damals vom Weltall aus wegen der geschlossenen Eisdecke über den Meeren und den Kontinenten wie ein gigantischer Schneeball ausgesehen haben könnte. Nachdem früher eine Neoproterozoische oder Eokambrische Eiszeit am Ausgang des Proterozoikums oder im frühen Kambrium, bzw. mehrere Varianten einer Varanger-Eiszeit postuliert worden waren, sind heute zwei inzwischen gut charakterisierbare und datierbare Vereisungen im Cryogenium, die Sturtische und die Marinoische Eiszeit, als mögliche Schneeball-Erde-Episoden in der Diskussion. Es gibt noch unklare Hinweise auf eine mögliche dritte, frühere Eiszeit im Cryogenium. Die im späteren Ediacarium liegende Gaskiers-Eiszeit gilt heute wegen ihrer weitaus kürzeren Dauer nicht mehr als möglicher Kandidat. Über weitaus ältere frühere Vereisungsperioden wie die Huronische Eiszeit liegen zu wenige Daten vor, so dass sie im Zusammenhang mit der Hypothese kaum diskutiert werden.
Die Vorstellung einer Gesamtvereisung der Erde ist zwar populär, aber fachwissenschaftlich nach wie vor umstritten. Die wissenschaftliche Diskussion zieht die Verlässlichkeit und Interpretation der geologischen Befunde für diese Hypothese in Zweifel, da es deutliche Hinweise gegen eine damalige Gesamtvereisung gibt und der vorgeschlagene physikalische Mechanismus, der zu einer derartigen Vereisung hätte führen sollen, angezweifelt wird. Andererseits wird die Schneeball-Hypothese aufgrund der sich scheinbar widersprechenden geologischen Befunde gelegentlich als geowissenschaftliches Paradoxon bezeichnet.

## Geologischer Befund zur Hypothese
Aus dem späten Proterozoikum überliefert sind glazigene Ablagerungen wie Tillite, die oft nur wenige Meter, an manchen Stellen jedoch bis zu 2000 m mächtig sind. Diese Ablagerungen wurden mit Ausnahme der Antarktis auf allen Kontinenten nachgewiesen. Eine direkte Datierung der Sedimente ist nicht möglich, ihre Bildungszeit kann aber durch über- und unterlagernde Gesteine eingegrenzt werden. Nach paläomagnetischen Rekonstruktionen lag zumindest ein Teil der entsprechenden Ablagerungsorte während des gesamten späten Proterozoikums in Äquatornähe. Darüber hinaus sind sie eng vergesellschaftet mit Gesteinen, die auf eine Entstehung unter eher tropischen Bedingungen hinweisen, so etwa Karbonatgesteine, Rotsedimente und Evaporite. Dieser Befund führt zu der Annahme, dass die Erde in dieser Zeit bis in Äquatornähe von Eis bedeckt war.
Mindestens vier Vereisungen im späten Proterozoikum vor 750 bis 580 Millionen Jahren lassen sich in fast allen Gegenden der Erde nachweisen. Eine Gesamtvereisung der Erde wird für mindestens zwei dieser Vereisungen, die Sturtische Eiszeit (vor ca. 717 bis 660 Millionen Jahren) und die Marinoische Eiszeit (vor ca. 650 bis 635 Millionen Jahren), vermutet. Darüber hinaus finden sich Spuren noch deutlich früherer Vereisungen. Die so genannte Huronische Eiszeit, die sich aus Gesteinen um den Huronsee ableiten lässt, fand vor etwa 2,3 bis 2,2 Milliarden Jahren statt. Die paläomagnetischen Befunde aus den kanadischen Gesteinen sind umstritten, für andere glazigene Gesteine dieses Alters wird eine Ablagerung in Äquatornähe diskutiert.
Ein Grund für die Vereisungen könnte das Auseinanderbrechen des damals bestehenden Superkontinents Rodinia gewesen sein. Niederschläge konnten wieder Gebiete erreichen, welche wegen der Größe des Superkontinents vorher trocken und wüstenähnlich waren. Dadurch sind die dort oberflächlich anstehenden Gesteine neben der physikalischen auch wieder der chemischen Verwitterung ausgesetzt gewesen. Das im Regenwasser gelöste atmosphärische Kohlendioxid spielte eine wichtige Rolle bei der Zersetzung bestimmter Minerale in diesen Gesteinen (siehe → Kohlensäureverwitterung). Dabei wurde das Kohlendioxid in Hydrogencarbonat umgewandelt und mit dem abfließenden Regenwasser in die Flüsse und schließlich ins Meer gespült, wo es als Kalk ausgefällt und am Meeresboden abgelagert wurde. Wegen der Entfernung des Treibhausgases aus der Atmosphäre sanken die Temperaturen und lösten eine erdweite Vergletscherung aus.
Francis Macdonald und Robin Wordsworth von der Harvard University in Cambridge (Massachusetts) vermuten in einem 2017 veröffentlichten Aufsatz, dass die Sturtische Vereisung durch die sogenannten Franklin-Flutbasalte im heutigen nördlichen Kanada ausgelöst wurde. Da die Laven sich ihren Weg durch vormals abgelagerte sulfatische Evaporitgesteine bahnen mussten, wurden durch diesen Vulkanismus ungewöhnlich große Mengen an Schwefelgasen (SO2, H2S) freigesetzt, die in die Stratosphäre aufstiegen, dort Aerosole bildeten und das Sonnenlicht reflektierten. Genauere Datierungen der Franklin-Flutbasalte aus den Jahren 2022 und 2023 deuten aber darauf hin, dass auch hier der oben beschriebene Prozess der chemischen Verwitterung das Klima stärker beeinflusste als Schwefel-Aerosole. Gemäß diesen Datierungen setzte nämlich die Bildung der Flutbasalte 1–2 Millionen Jahre früher ein als die Sturtische Eiszeit; und etwa so lange dauert es, bis die Verwitterung solcher Gesteine die größtmögliche Abkühlung bewirkt. Schwefel-Aerosole hingegen verweilen höchstens einige Jahre in der Atmosphäre.
Auch der Rückzug des Eises wird auf Vulkanismus zurückgeführt. Der erhöhte Ausstoß von Kohlenstoffdioxid durch Vulkane an den Rändern von Kontinentalplatten führte zu einer Erhöhung der Temperatur und damit zum Schmelzen des Eises.
Einer zusätzlichen Vermutung nach haben sich während und als Folge dieser Eiszeiten mehrzellige Lebewesen (Metazoen) entwickelt, die sich nach dem Ende der Eiszeit im Ediacarium (vor 635 bis 541 Millionen Jahren) explosionsartig verbreiteten (Ediacara-Fauna).

## Geschichte der Hypothese
Brian Harland von der Universität Cambridge publizierte 1964 in verschiedenen geologischen Fachmagazinen die Schlussfolgerung seiner geomagnetischen Untersuchungen, dass die weltweit verbreiteten glazigenen Sedimente des späten Proterozoikums in der Nähe des Äquators abgelagert wurden. Modellrechnungen des russischen Wissenschaftlers Michail Budyko, die er am Staatlichen Hydrologischen Institut der Universität von St. Petersburg durchführte, ergaben die Möglichkeit eines positiven Rückkopplungseffekts, der bei einem gewissen Ausmaß der Vereisung dazu führt, dass sich diese weiter fortsetzt, bis die gesamte Erde vereist ist.
Die Weiterentwicklung der Hypothese geht auf den Geologen Joseph Kirschvink zurück, der 1987 am kalifornischen Caltech arbeitete. Er untersuchte mit Hilfe seiner Studentin Dawn Sumner eine Probe aus der Elatina Formation der Flinders Range (Flinderskette) in South Australia. Die Probe stammte von einem rhythmisch gebänderten Siltstein, der zusammen mit auf Vergletscherungsvorgänge zurückgeführten Gesteinen wie als Tillite interpretierten Diamiktiten und durch Eisberge abgelagerten Dropstones aufgeschlossen war. Die Probe zeigte eine remanente Magnetisierung, die auf eine Ablagerungsposition in der Nähe des Äquators hinwies. Da Kirschvink nicht glauben konnte, dass eine Vergletscherung bis in niedrige Breiten reichen konnte, wurden weitere Untersuchungen – auch von anderen Wissenschaftlern und mit anderer Methodik – an dieser und anderen Proben aus der Flinders Range durchgeführt, die die ersten Ergebnisse bestätigten.
Zu den proterozoischen Vereisungen wurden Ende der 1980er weitere Arbeiten veröffentlicht. Kirschvink schließlich publizierte seine Schlussfolgerungen 1992 und führte die Bezeichnung „Schneeball Erde“ (Snowball Earth) ein. Unterstützung fand er unter anderem bei Paul Hoffman vom Department of Earth and Planetary Sciences der Harvard University, der mit anderen Wissenschaftlern proterozoische Sedimente in Namibia untersuchte.
Die Verteilung proterozoischer Sedimente und die Verlässlichkeit der vorliegenden Daten wurde von D. Evans von der University of Western Australia untersucht und die Ergebnisse 1997 und 2000 publiziert. Er kommt zu dem Schluss, dass nur sehr wenige verlässliche paläomagnetische Daten für diese Sedimente vorliegen, dass sich aus der Gruppe der verlässlichen Daten jedoch vor allem äquatornahe Positionen ableiten lassen.
Das Thema wurde mehrfach von populärwissenschaftlichen Magazinen aufgegriffen. 2003 wurde der Hintergrund der Hypothese von Gabrielle Walker in ihrem Buch Snowball Earth dargestellt. Sie konzentriert sich in diesem Buch vor allem auf die Person des Geologen Paul Hoffman. Die Darstellung des Themas ist nicht unumstritten.

### Argumente
Die Herkunft einiger Sedimentserien aus glazigenen Vorgängen wurde schon seit Anfang des 20. Jahrhunderts diskutiert, so in den Sparagmiten Norwegens und Gesteinen vom Unterlauf des Jangtsekiang in China. Die 1949 veröffentlichten Ergebnisse der Untersuchungen des australischen Geologen und Antarktisforschers Sir Douglas Mawson in den präkambrischen Anteilen der Flinderskette in South Australia (Südaustralien) zeigten, dass hier Ablagerungen eines Flachmeeres ebenfalls unter eiszeitlichen Bedingungen stattgefunden haben mussten. Ähnliche Sedimente wurden auch im südlichen Afrika gefunden. Es blieb jedoch offen, in welchen Breiten die Kontinente damals gelegen waren, ob in Polnähe oder nahe dem Äquator.
Die Modellrechnungen des russischen Klimatologen Michail Budyko sagen einen positiven Rückkopplungseffekt vorher, sobald sich die Eiskappen der Pole über den dreißigsten Breitengrad hin Richtung Äquator ausdehnen: Die Reflexion der Sonneneinstrahlung durch die Eismassen (Albedo) würde durch den Einfallswinkel in diesen Breiten so groß, dass eine überproportionale Abkühlung der gesamten Erdoberfläche einträte. Nur die unteren Schichten der Meere blieben dann durch die Eigenwärme der Erde unvereist.

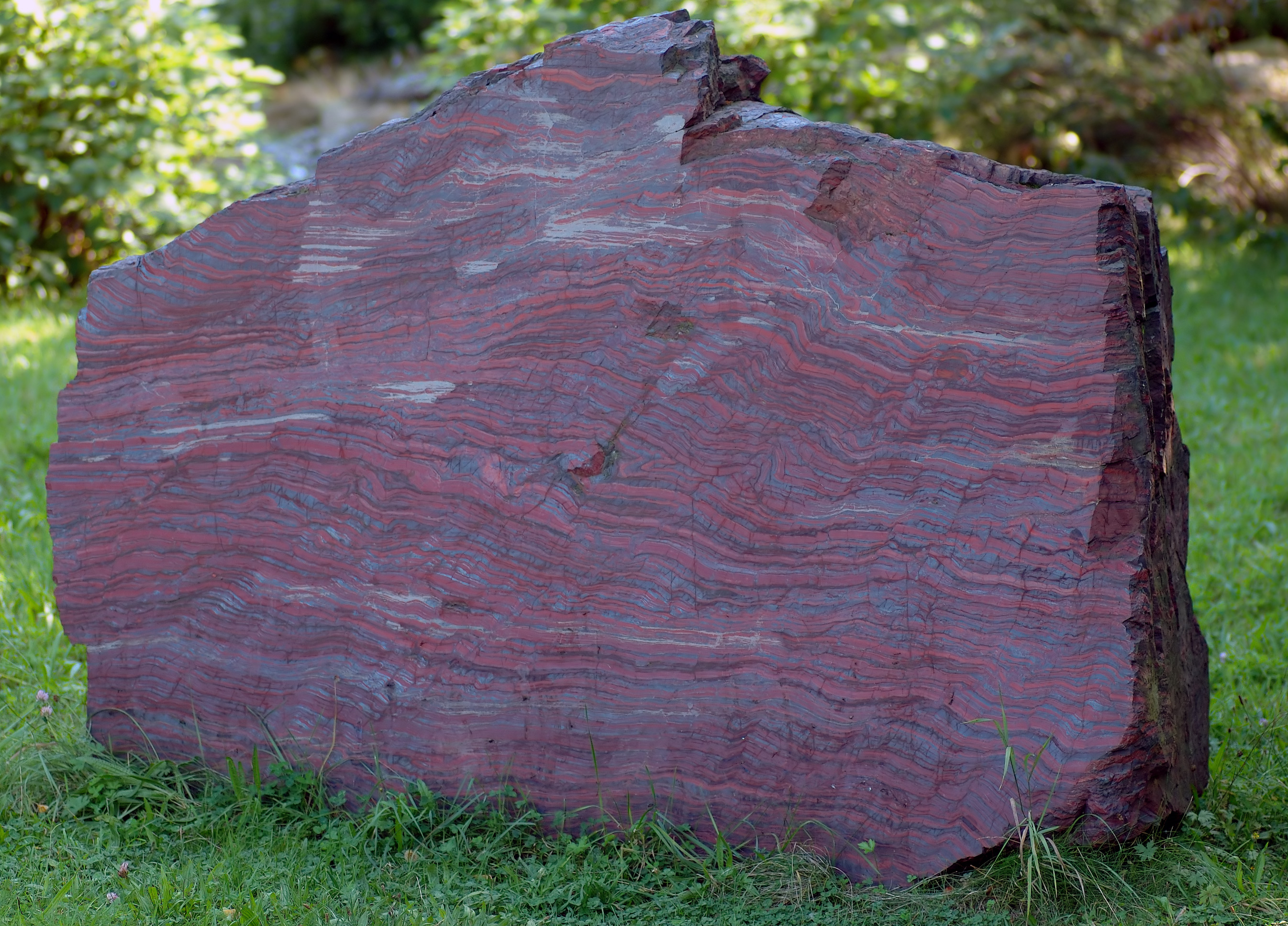
2,1 Milliarden Jahre altes Bändereisenerz aus Nordamerika (Staatliches Museum für Mineralogie und Geologie, Dresden)

Joseph Kirschvink brachte 1992 in seiner Veröffentlichung neben den Ergebnissen der paläomagnetischen Untersuchungen das Argument vor, dass eisenerzreiche Sedimente (Bändererze des Rapitan-Typs), die auf das Ende des Neoproterozoikums datiert wurden, aufgrund des Sauerstoffmangels der vereisten Ozeane entstanden sein mussten. Ohne gelösten Sauerstoff könne sich das aus dem Erdmantel austretende Eisen in Form zweiwertiger Ionen (Fe2+) im Wasser lösen. Kirschvink vermutete, dass mit dem Abtauen der Eismassen der Anteil an gelöstem Sauerstoff in den Ozeanen wieder ansteigen konnte, da wieder eine Verbindung der Wasseroberfläche zur Atmosphäre bestand. Im Zuge dessen sei das Eisen oxidiert worden und große Mengen an Verbindungen dreiwertigen Eisens seien ausgefallen und hätten sich in den Sedimenten abgelagert.
1998 publizierten Paul Hoffman, Daniel Schrag und andere Autoren die Ergebnisse ihrer Untersuchungen von Karbonatgesteinen der Otavi Group im nördlichen Namibia, die mit scharfem Kontakt auf den eiszeitlichen Sedimenten lagern (engl. cap carbonates, ‚Deckkarbonate‘). Die darin festgestellte, sehr ausgeprägte negative δ13C-Anomalie (bis −6 ‰), das heißt ein im Verhältnis zum Kohlenstoffisotop 13C deutlich erhöhter Anteil des Kohlenstoffisotops 12C, wurde als weiterer Hinweis auf eine weitreichend vereiste Erde mit nur geringer biologischer Aktivität interpretiert. Weil Organismen bevorzugt das leichtere Kohlenstoffisotop 12C aufnehmen, wird dieses in erdgeschichtlichen Zeiträumen mit normaler Biomasseproduktion im Kohlenstoffkreislauf abgereichert und in Form organikreicher Sedimente abgelagert, was zu einer relativen Zunahme von 13C in gleichzeitig gebildeten anorganischen Kohlenstoffvorkommen (Karbonaten) führt. Da die Deckkarbonate der Otavi Group relativ viel 12C aufweisen, schließen Hoffman und seine Co-Autoren daraus auf einen globalen Zusammenbruch der Biomasseproduktion, den sie wiederum auf die vorhergehende, umfassende Vereisung der Erde zurückführen. Das Ende der Vereisung wurde nach ihrem Modell durch vulkanische Ausgasung herbeigeführt, die den Kohlendioxid-Gehalt der Erdatmosphäre auf das 350-Fache des heutigen Wertes ansteigen ließ und eine rasche, deutliche Erwärmung der Erde und das abrupte Abschmelzen des Eises nach sich zog. Der Eintrag des atmosphärischen Kohlendioxids in die nun wieder eisfreien Ozeane habe schließlich zur Bildung der Deckkarbonate durch abiogene Ausfällung von Kalziumkarbonat in warmen Schelfmeeren geführt.
Ein Forschungsteam der University of Colorado Boulder hatte im November 2024 Gesteine entdeckt, die die Theorie untermauern könnten. Das Team untersuchte besondere Sandsteine der Tava-Formation in der Bergkette Front Range von Colorado, die als geologisches „fehlendes Bindeglied“ gelten könnten. Merkmale dieser Gesteine deuten darauf hin, dass sie unter einer massiven Eisschicht lagen. Eine Datierung der Gesteine ergab ein Alter von 690 bis 660 Millionen Jahren, einer Zeit, in der diese Region am Äquator lag. Dies könnte bedeuten, dass die Vereisung tatsächlich die gesamte Erde umfasste.

### Gegenargumente und Alternativhypothesen
Die Kritik an der Hypothese vom Schneeball Erde fußt vor allem darauf, dass sehr weitreichende Schlussfolgerungen aus wenigen und unzureichenden Daten gezogen werden.
Paläomagnetische Rekonstruktionen von Gesteinen aus dem Proterozoikum sind mit erheblichen Unsicherheiten behaftet. Lage und Ausmaß der Kontinente zu dieser Zeit waren zum Zeitpunkt der Formulierung der Hypothese nicht verlässlich rekonstruiert beziehungsweise sind unterschiedlich möglich. Viele Hinweise sprechen zwar durchaus für eine oder mehrere Eiszeiten und auch für ausgedehnte kontinentale Eisschilde bis in Äquatornähe in diesen Perioden, eine weitgehend vereiste Erde wie im Szenario des „Schneeball Erde“ sei daraus jedoch nicht zwangsläufig abzuleiten.
Darüber hinaus sind aus der fraglichen Zeit Sedimentstrukturen (sogenannte Rippelmarken) überliefert, die auf offene Ozeane (während einer Eiszeit) schließen lassen. Des Weiteren gebe es Hinweise in der Sedimentüberlieferung, dass in den Eisrandlagen gemäßigtes Klima geherrscht habe. Auch deute die hohe Mächtigkeit der neoproterozoischen Glazialablagerungen darauf hin, dass keine katastrophal schnelle Erwärmung der Erde und damit kein rapides Abschmelzen der Gletscher stattgefunden haben könne, sondern dass sich das Klima allmählich geändert habe. Zudem zeigten die δ13C-Daten der Deckkarbonate, dass der δ13C-Wert von ihrer Basis zum Hangenden (d. h. mit abnehmendem Alter des Gesteins) nicht ab-, sondern zunehme. Hingegen sei zu erwarten, dass der δ13C-Minimalwert während der Hochphase der Vereisung erreicht worden sei und nicht erst im Verlauf der Sedimentation der Karbonatgesteine auf dem wieder eisfreien Schelf. Der anhaltend niedrige bzw. noch absinkende δ13C-Wert während der Karbonatsedimentation bedeute gemäß der Hoffman’schen Interpretation als Resultat der abiogenen Fällung atmosphärischen Kohlendioxids, dass der nacheiszeitliche Ozean über einen unrealistisch langen Zeitraum faktisch unbelebt war.
Eine über Millionen von Jahren andauernde komplette Vereisung hätte auf Basis der Photosynthese sauerstoffproduzierende Lebensformen nahezu unmöglich gemacht. Eine oxidierende Atmosphäre mit Rückschluss auf entsprechende Lebensformen ist aber seit dem Archaikum, also vor mindestens 2,4 Milliarden Jahren belegt, Fließgewässer und weitverbreitete Lebensformen seit über 3,5 Milliarden Jahren. Andere Stoffwechselmechanismen sind zwar bekannt und heute noch existent, so bei Lebensgemeinschaften der Schwarzen Raucher der Tiefsee, in lichtlosen Räumen bei chemoautotrophen Archaeen und Schwefelbakterien und in heißen hydrothermalen Quellen. Auch werden Funde von Hydrothermalerzen in rund 535 Millionen Jahre alten Sedimentschichten der Jangtsekiang-Plattform im Südosten Chinas als Hinweis auf solche Vorgänge im frühen Kambrium angeführt. Eine gänzliche Umstellung der Stoffwechselvorgänge und nachträgliche Wiedererfindung gilt aber als eher unwahrscheinlich.
Auch alternative Erklärungen greifen für eine Erklärung der äquatornahen Vereisungen auf umstrittene Hypothesen zurück. So wird als eine mögliche Erklärung eine stärker geneigte Erdachse (so dass die Jahreszeiten in niedrigen Breiten extremer ausfielen als heute) gesehen, oder eine andere Erklärung ein andersartiger Kohlenstoffkreislauf der ständig zwischen zwei Extremen schwankte herangezogen.